# Aleksandr Etkind
Aleksandr Etkind (n. 30 august 1955, Leningrad, RSFS Rusă, URSS) este un istoric și psiholog rus, profesor de istorie la catedra de relații Rusia-Europa de la Institutul Universitar European și membru în European Institute for International Law and International Relations⁠(en)[traduceți].
Aleksandr Etkind a absolvit cursurile de licență și masterat de psihologie și limbă engleză la Universitatea de Stat din Leningrad în 1976; în 1998 și-a susținut teza de doctorat (abilitare) despre studii slavonice și istorie culturală la Universitatea din Helsinki.
În 1990 a emigrat din Uniunea Sovietică; a predat la universitățile Harvard, Stanford, New York, Paris, Stockholm, Cambridge (unde a fost membru la King's College), Viena și Berlin. Cercetările sale privesc colonizarea Rusiei, mișcările de protest din Rusia și culturile amintirii din Europa de Est. Între 2010 și 2013 a condus proiectul de cercetare Memory at War: Cultural Dynamics in Poland, Russia, and Ukraine.
În aprilie 2022 Aleksandr Etkind a publicat pe platforma Desk Russie o analiză în care prezice o „dezintegrare” și „defederalizare” a statului rus.